# Сергій Дюльгер
Сергій Дюльгер (рум. Sergiu Diulgher; нар. 21 березня 1991, Бендери, Молдова) — молдовський футболіст, захисник ісландського клубу «Ейнерджи».

## Клубна кар'єра
Вихованець молодіжної академії тираспольського «Шерифу», у футболці якого й дебютував у дорослому футболі. Більшу частину кар'єри провів у клубах Національного дивізіону Молдови. У 2019 році протягом нетривалого періодку часу виступав за клуб Першої ліги Сербії «Слобода» (Ужице).

## Кар'єра в збірній
Виступав за юнацьку, молодіжну та олімпійську збірні Молдови.

## Досягнення
«Шериф»
- Національний дивізіон Молдови
  -  Чемпіон (1): 2009/10

- Кубок Молдови
  -  Володар (1): 2009/10

«Тирасполь»
- Кубок Молдови
  -  Володар (1): 2012/13